# La Presita, San Juan del Río
La Presita är en ort i Mexiko.   Den ligger i kommunen San Juan del Río och delstaten Querétaro Arteaga, i den centrala delen av landet, 150 km nordväst om huvudstaden Mexico City. La Presita ligger 1 908 meter över havet och antalet invånare är 106.
Terrängen runt La Presita är platt åt sydost, men åt nordväst är den kuperad. Runt La Presita är det ganska tätbefolkat, med 230 invånare per kvadratkilometer. Närmaste större samhälle är San Juan del Río, 9,3 km söder om La Presita. Trakten runt La Presita består till största delen av jordbruksmark.